# Vanguard II
Vanguard II est un jeu d'arcade de type shoot 'em up créé par SNK et sorti sur borne d'arcade (sur le système Marvin's Maze) en mars 1984,,,.

## Série
1. Vanguard (Rock-Ola, 1981)
2. Vanguard II